# Fornells-Parc
Fornells-Parc – miejscowość w Hiszpanii, w Katalonii, w prowincji Girona, w comarce Gironès, w gminie Fornells de la Selva.
Według danych INE z 2004 roku miejscowość zamieszkiwało 227 osób.